# 阿利斯康

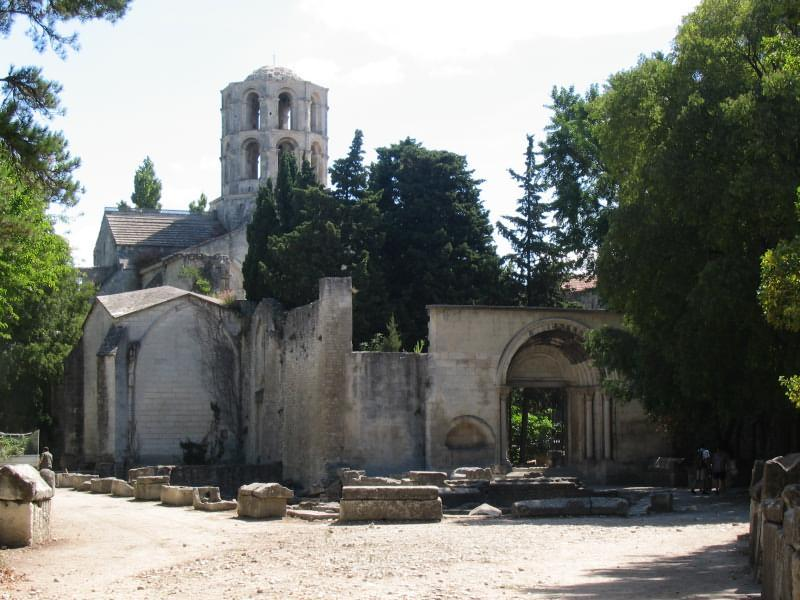
中世纪教堂

阿利斯康（Alyscamps）是一个大古罗马墓地，位于法国普罗旺斯-阿尔卑斯-蓝色海岸大区罗讷河口省阿尔勒旧城墙外。这是古代世界最著名的墓地之一。这个名字为普罗旺斯方言，源自于拉丁语Elisii Campi（意为“至福乐土”，法语“Champs-Élysées” (香榭丽舍) 亦源于此）。它们在中世纪很有名，见于阿里奥斯托的《疯狂的罗兰》和但丁的《地狱篇》。
罗马城市传统上禁止葬在城内。因此城外近郊道路旁林立的墓葬和陵墓很常见。阿利斯康作为阿尔勒主要墓地近1500年。阿利斯康在4世纪该市基督教化后仍继续使用。这个区域是安葬的理想地点，早在4世纪就已经有几千处墓葬，以至于石棺需要堆叠三层深。
1888年10月下旬，梵高和高更选择阿利斯康作为远行绘画的第一个地点。

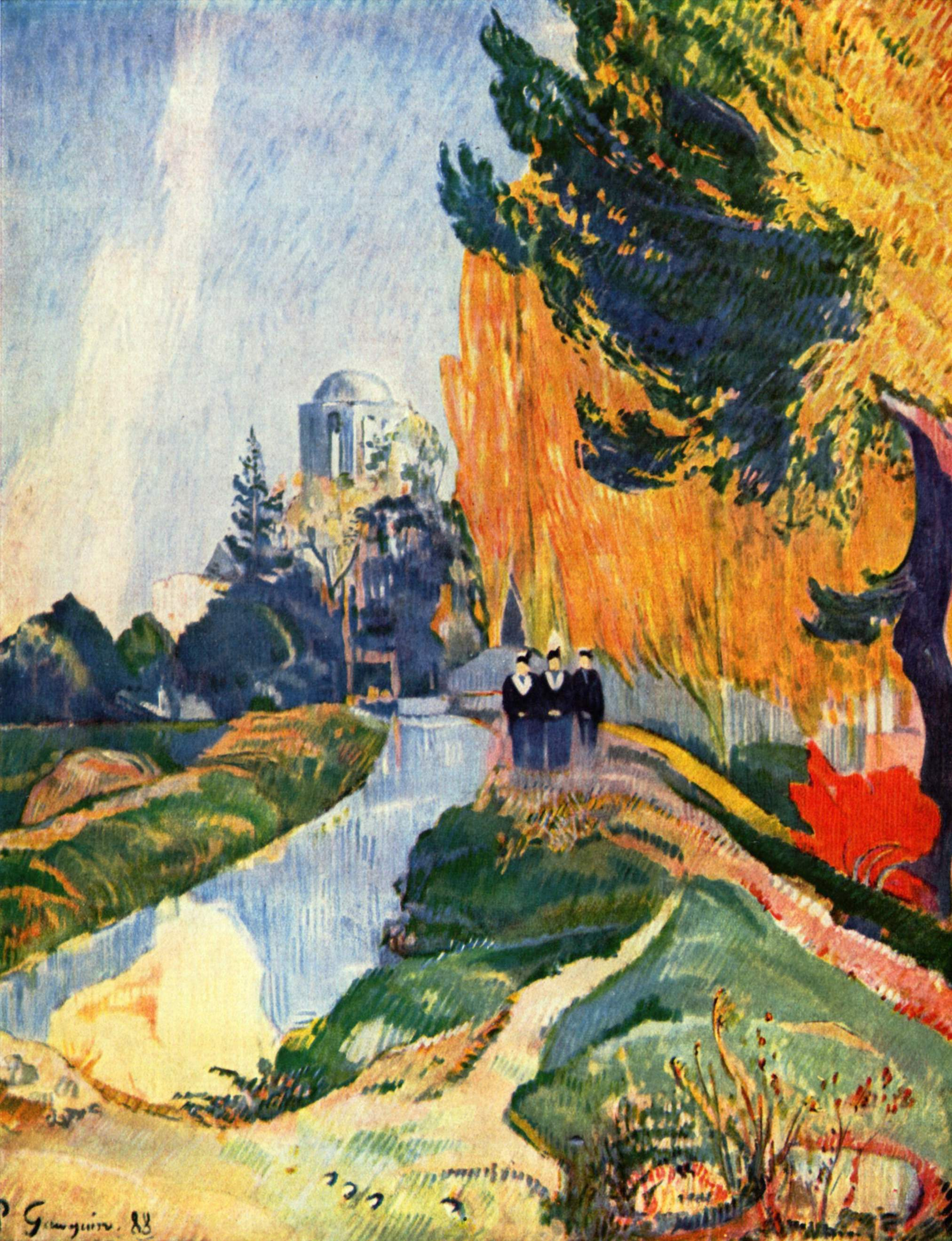
《阿利斯康》，高更，1888
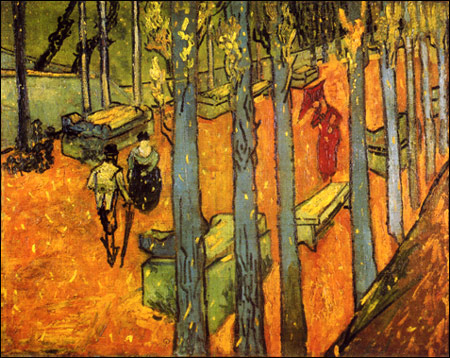
《秋季落叶》，梵高，1888
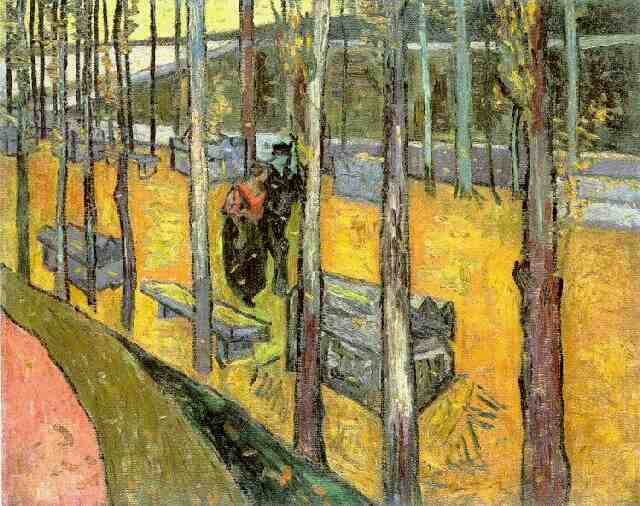
《秋季落叶》，梵高，1888

2018年5月30日，古驰的2019 Cruise 系列时装秀在此地举行，由前创意总监Alessandro Michele策划。